# Romuva

Vlajka Romuvy

Romuva je novopohanské náboženské hnutí založené v Litvě na konci 60. let 20. století Jonasem Trinkūnasem hlásící se k odkazu baltského, především litevského, předkřesťanského náboženství. Je součástí širšího hnutí baltského novopohanství a klade velký důraz na posvátnost přírody, kult předků a etnické uvědomění, co se týče pojetí božství zahrnuje jak polyteistické uctívání více bohů tak monistickou víru v Boha jediného. V Romuvě též figuruje princip zvaný darna, přibližně „harmonie“, podobající se hinduistickému konceptu dharmy. Název hnutí odkazuje na stejnojmennou svatyni v Prusku, kdysi významné posvátné místo Baltů.

Tato novopohanská tradice je specifická tím že Litva byla poslední zemí v Evropě která oficiálně přijala křesťanství a to až roku 1387, což umožňuje jejím následovníkům nečerpat pouze z písemných pramenů a archeologických nálezů ale velké míře také z předkřesťanských prvků bohatě zastoupených v lidové kultuře a folklóru. Kromě tohoto hnutí existují v Litvě také další skupiny a jednotlivci hlásící se k novopohanství.
Organizace je jedním ze zakladatelů Evropského kongresu etnických náboženství a jeho významným členem.

## Dějiny
Období před přijetím křesťanství začalo být chápáno jako své druhu „zlatý věk“ již během 19. století, v souvislosti s pronikajícím romantismem a narůstajícím nacionalismem. Důvodem také byl fakt, že christianizace Litvy nakonec vedla ke vzniku Polsko-litevské unie a úplné ztrátě nezávislosti. Počala být zdůrazňována odlišnost Litevců a litevštiny od ostatních národů a jazyků, výjimkou byla nově objevená podobnost se starobylým sanskrtem, kterému se litevština v mnohém podobá, což jí dodalo určitou prestiž.

Austras koks, symbol Romuvy

Na počátku 20. století se básník a filosof Vydūnas zasloužil o zvyšující se zájem a účast na lidových oslavách slunovratů a napsal mnoho textů, ve kterých se pokoušel hledat paralely mezi litevským náboženstvím a hinduismem. Přibližně ve stejné době založil etnograf Visuomis náboženské hnutí Vysuombie „universální víra“ a založil svatyni a bratrstvo, oboje pojmenované Romuva. Nacistická, stejně jako pozdější sovětská okupace Litvy, však toto hnutí potlačovala a až na konci 60. let bylo částečně vzkříšeno pod jménem Ramuva maskované jako folklórní sdružení. Ramuva byla vedena Jonasem Trinkūnasem a spřízněnými etnografy a intelektuály, ale nepřízeň režimu trvala a mírnila se že až v 80. letech.
Po vyhlášení nezávislosti Litvy v roce 1991 byla Ramuva přejmenována na Romuvu a v roce 1992 Trinkūnas ustanoven jako její krivi – nejvyšší kněz. Od té doby také udržuje konstantně dobré vztahy s litevskou vládou, ty jsou však narušovány spory o oficiální postavení organizace. Od roku 1992 je uznávána jako „ne-tradiční náboženská společnost“, ale o vyšší formu registrace, kterou má například římskokatolická církev, pravoslavné a luteránské církve, judaismus nebo islám, se však stále neúspěšně pokouší.  Naposledy došlo k odmítnutí této registrace v roce 2019, kdy se 40 zákonodárců vyslovilo pro uznání, 31 proti a 15 se zdrželo hlasování, čímž nebylo dosaženo potřebné většiny. Původně příznivě vypadající situace pro organizaci byla několik hodin před hlasováním odporem katolické církve. Případ byl Romuvou předán Evropskému soudu pro lidská práva, který v červnu 2021 došel k závěru, že členové litevského parlamentu, kteří hlasovali proti uznání, nezaložili své rozhodnutí na základě závěrů příslušných orgánů, ale na svém vlastním náboženském přesvědčení, politických zájmech, argumentech Litevské biskupské konference a nepodložených tvrzeních. Podle soudu tak bylo rozhodnutí parlamentu v hrubém rozporu s litevskou ústavou, Listinou základních práv Evropské unie a Všeobecnou deklarací lidských práv.

## Demografie, aktivity a význam

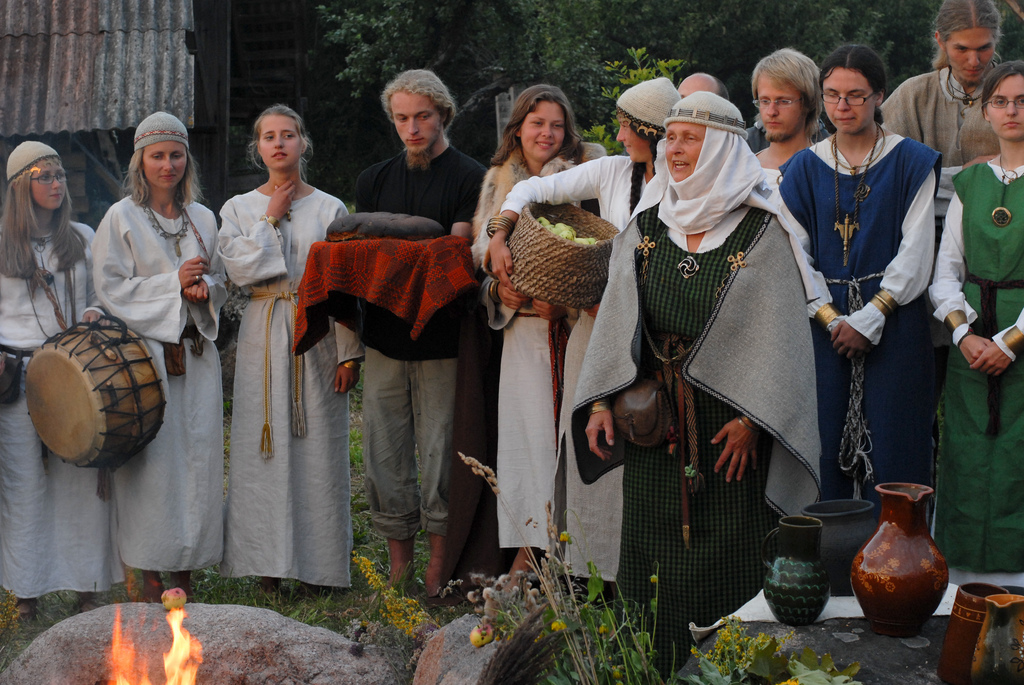
Obřad Romuvy

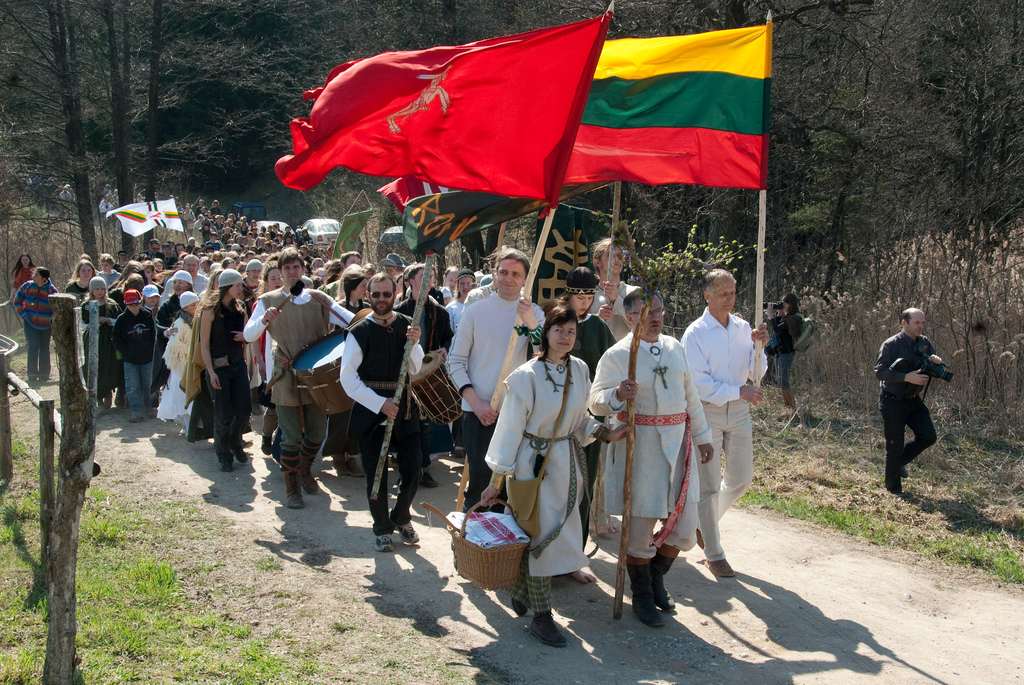
Romuvské procesí

Protože Romuva nevyžaduje od svých následovníků žádnou formu oficiální registrace, je počet vyznavačů litevského náboženství pouze odhadován. Podle litevského sčítání lidu z roku 2001 se k němu hlásí 1 270 osob, neoficiální odhady hovoří o dvou až dvaceti tisících. Vyznavače tohoto náboženství lze však nalézt také v litevské diaspoře ve Spojených státech a v Kanadě.
Podle Trinkūnase v roce 2013 zahrnovala Romuva přibližně třicet oficiálních i neformálních skupin po celé Litvě, ale také ve Spojeném království, Norsku a ve Spojených státech. Tyto komunity jsou reprezentovány vaidilas – staršími, kteří společně tvoří Kruh vaidilů, a vedou rituály, včetně svatebních a pohřebních. Mezi další aktivity komunit patří slavení svátků, budování oltářů a chrámů, organizování letních táborů nebo hostování vědeckých konferencí..
O významu Romuvy svědčí její účast při různých oficiálních příležitostech, například na prezidentské inauguraci Algirdase Brazauskase v roce 1993, kdy její představitelé měli na starost části ceremonie odkazující k lidovým zvykům a folklóru.
Zároveň však plné přihlášení k předkřesťanskému náboženství vedlo k odchodu mnoha katolíků, kteří byli dosud členy Romuvy. Přesto však stále existují lidé, jak v Litvě, tak ve Spojených státech a Kanadě, kteří se účastní aktivit Romuvy a zároveň se hlásí ke křesťanství, což se podobá dvojvěří, které existovalo například v Rusku po christianizaci nebo stále existuje mezi vyznavači afroamerických náboženství. V roce 2019 na druhou stranu při příležitosti hlasování parlamentu o registraci Romuvy kritizoval tuto organizaci vilniuský arcibiskup Gintaras Grušas a označil její sebeoznačení jako „starodávné baltské náboženské komunity“ jako historicky a vědecky nesmyslné. Také uvedl, že Romuva vyvíjí náboženskou aktivitu až od roku 2001, ačkoliv zákon vyžaduje, aby působila více než pětadvacet let, a upozornil na velmi malý počet členů organizace.
Kulturní činnost hnutí je spojena například s hudební skupinou Kūlgrinda, která rekonstruuje a hraje staré lidové písně, nebo nepravidelně vydávanými časopisy Druvis, Ramuva a Romuva. Romuvě jsou také blízcí lidé věnující se baltským bojovým uměním, oživlé historii, lidovému umění a řemeslu nebo hudební skupiny hrající folk-metal a folk-rock.

## Galerie

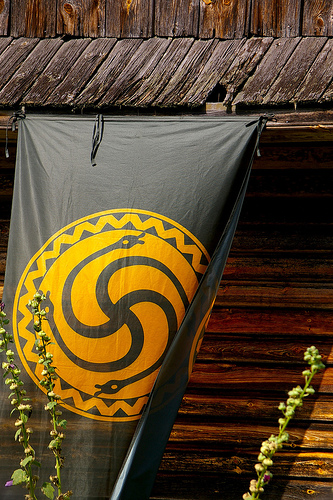
vlajka Romuvy
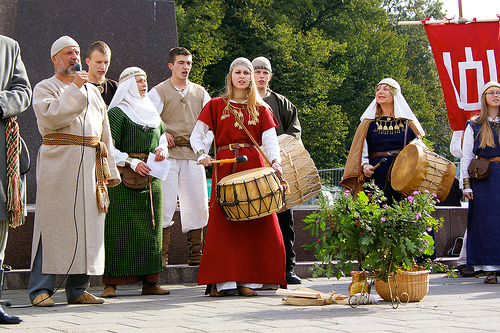
obřad Romuvy
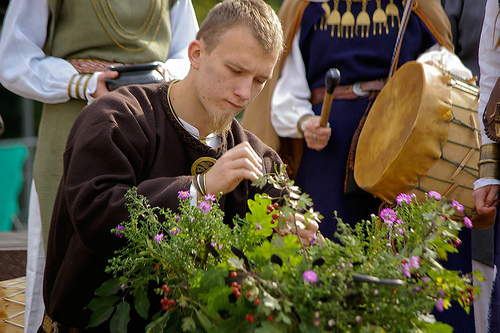
účastník obřadu Romuvy
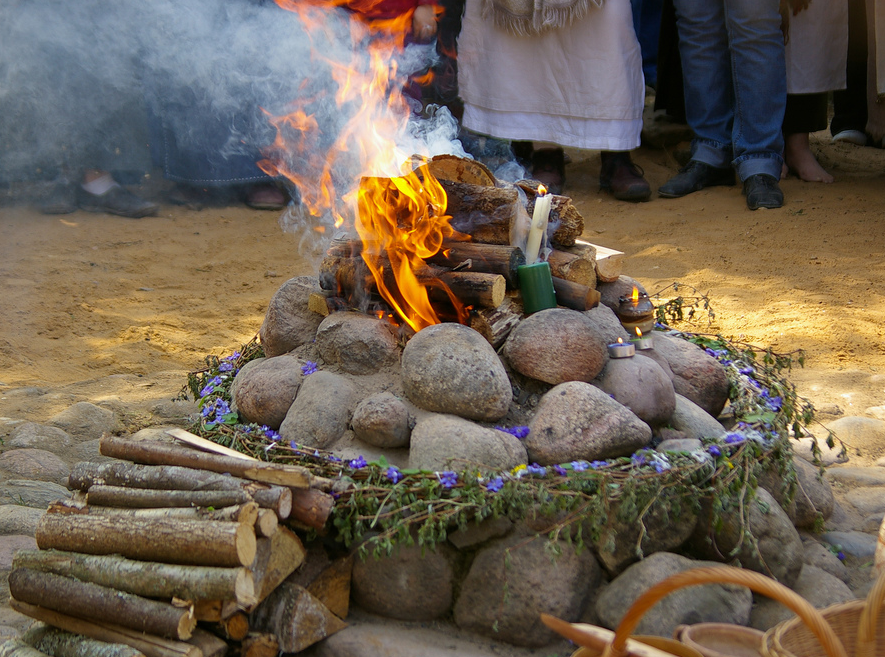
aukuras neboli ohnivý oltář
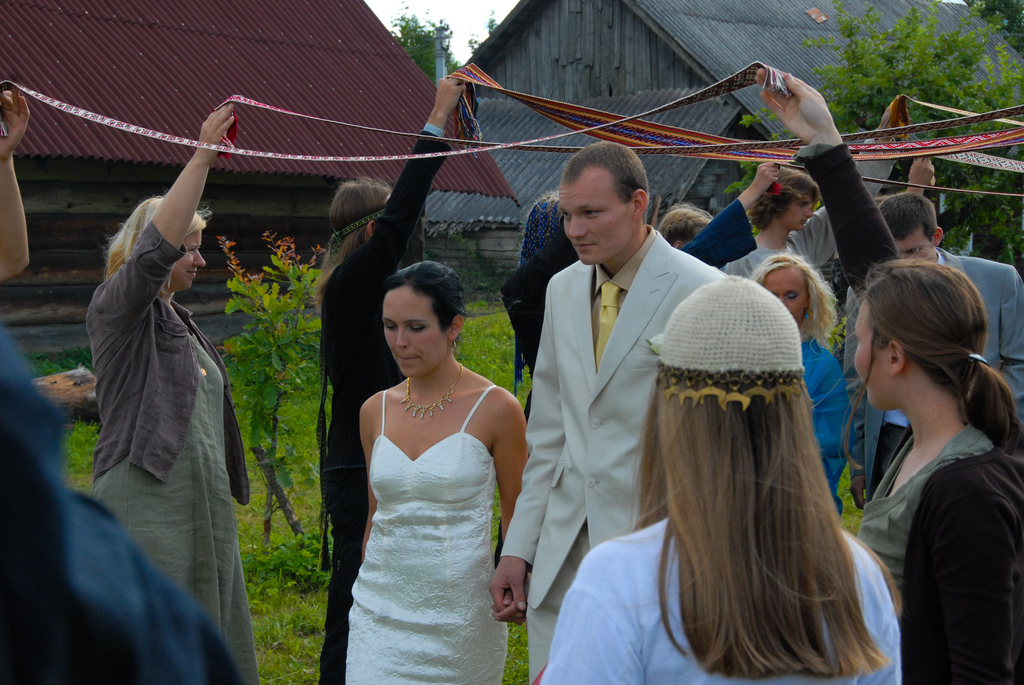
svatba romuvanů
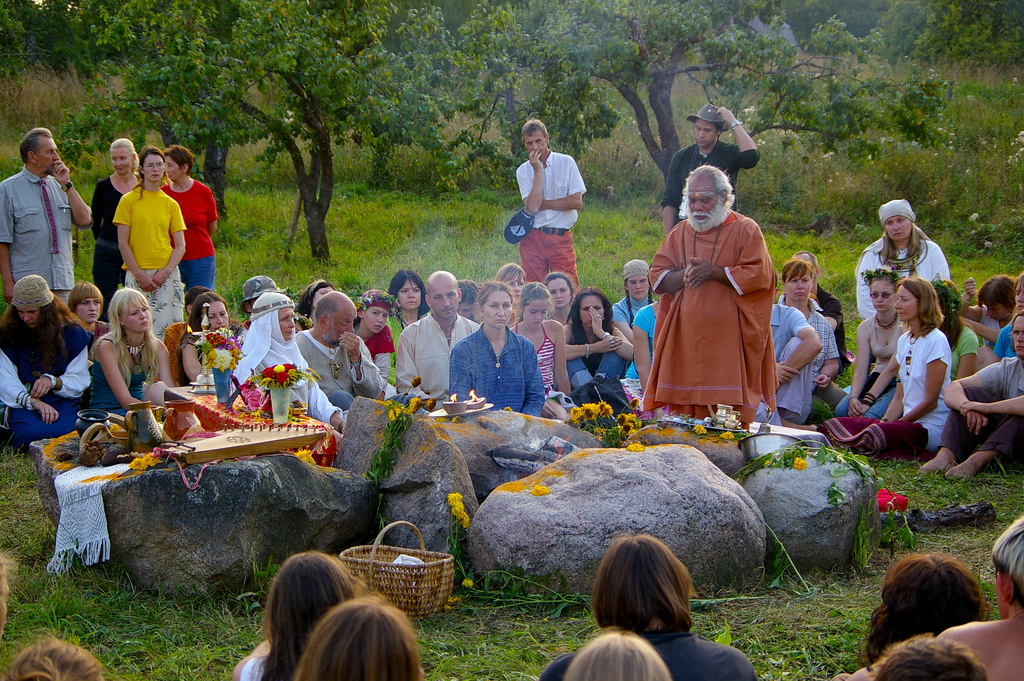
hinduistický kněz účastnící se obřadu romuvanů